# Darnycja (stacja metra)
Darnycja (ukr. Дарниця) – jedna ze stacji kijowskiego metra na linii Swjatoszynśko-Browarśkiej. Została otwarta 5 listopada 1965 roku, jako część rozbudowy linii do rejonu Browarskiego. Jest to druga stacja położona w całości na lewym brzegu Dniepru. Nazwa stacji nawiązuje do rejonu darnyckiego. 
Stacja Darnycja znajduje się na skraju dużego parku i na Alei Browarskiej. Do niedawna do stacji prowadziło tylko jedno przejście podziemnie, dopóki nie otwarto nowego wiaduktu zachodniego 28 listopada 2006 roku. Było to konieczne ponieważ jest to jedna z najbardziej ruchliwych stacji metra w okolicy, z dużymi potokami pasażerów.